# 布羅斯諾湖
布羅斯諾湖是俄羅斯的湖泊，位於俄羅斯特維爾州內，鄰近安德烈亞波爾，屬於道加瓦河和波羅的海流域，處於海拔243米，長10.8公里、闊4公里，面積7.2平方公里，湖岸線長16.2公里，平均深度17米，最大深度41.5米。